# Mantes-la-Ville
Mantes-la-Ville este o comună din departamentul Yvelines și regiunea Île-de-France, situată la aproximativ 52 km vest de Paris.

## Geografie

### Descriere
Mantes-la-Ville este un oraș de dimensiuni medii, cu aproximativ 20.000 de locuitori, situat în departamentul Yvelines, la nord-vest de Paris, la confluența dintre Sena și Vaucouleurs (un mic afluent al malului stâng al Senei).
Teritoriul Mantes-la-Ville este urbanizat, dar dispune de un parc de-a lungul râului și de vârfuri de coline împădurite și agricole. Este separat de Mantes-la-Jolie de linia feroviară Paris-Mantes-Rouen și deservit de gara Mantes-Station, situată la doar câteva sute de metri de gara Mantes-la-Jolie. Orașul este traversat și de autostrada A13, având două noduri rutiere: Mantes-Sud și Mantes-Est. Pentru a limita disconfortul, autostrada a fost parțial acoperită.

### Clima
În 2010, clima din comuna Mantes-la-Ville era de tip oceanic al câmpiilor din Centru și de Nord, conform unui studiu a CNRS care se baza pe o serie de date care acoperă perioada 1971-2000. În 2020, Météo-France a publicat o tipologie a climei din Franța metropolitană în care comuna este expusă la un climat oceanic și se încadrează în regiunea climatică sud-vestică a bazinului parizian, caracterizată prin precipitații scăzute, în special în primăvară (120 până la 150 mm) și un iarnă rece (3,5 °C).
Pentru perioada 1971-2000, temperatura medie anuală este de 11,1 °C, cu o amplitudine termică anuală de 14 °C. Cantitatea medie anuală de precipitații este de 694 mm, cu 10,4 zile de precipitații în ianuarie și 7,6 zile în iulie. Pentru perioada 1991-2020, temperatura medie anuală observată la stația meteorologică cea mai apropiată, situată în comuna Magnanville la 2 km distanță în linie dreaptă, este de 11,6 °C, iar cantitatea medie anuală de precipitații este de 641,5 mm. Pentru viitor, parametrii climatici estimați pentru comună pentru anul 2050, conform diferitelor scenarii de emisii de gaze cu efect de seră, pot fi consultati pe un site dedicat publicat de Météo-France în noiembrie 2022.
| Date climatice pentru Mantes-la-Ville                                                  | Date climatice pentru Mantes-la-Ville | Date climatice pentru Mantes-la-Ville | Date climatice pentru Mantes-la-Ville | Date climatice pentru Mantes-la-Ville | Date climatice pentru Mantes-la-Ville | Date climatice pentru Mantes-la-Ville | Date climatice pentru Mantes-la-Ville | Date climatice pentru Mantes-la-Ville | Date climatice pentru Mantes-la-Ville | Date climatice pentru Mantes-la-Ville | Date climatice pentru Mantes-la-Ville | Date climatice pentru Mantes-la-Ville | Date climatice pentru Mantes-la-Ville |
| Luna                                                                                   | Ian                                   | Feb                                   | Mar                                   | Apr                                   | Mai                                   | Iun                                   | Iul                                   | Aug                                   | Sep                                   | Oct                                   | Nov                                   | Dec                                   | Anual                                 |
| -------------------------------------------------------------------------------------- | ------------------------------------- | ------------------------------------- | ------------------------------------- | ------------------------------------- | ------------------------------------- | ------------------------------------- | ------------------------------------- | ------------------------------------- | ------------------------------------- | ------------------------------------- | ------------------------------------- | ------------------------------------- | ------------------------------------- |
| Maxima medie °C (°F)                                                                   | 6.8 (44,2)                            | 8.4 (47,1)                            | 12.1 (53,8)                           | 15.8 (60,4)                           | 19.1 (66,4)                           | 22.8 (73)                             | 25.5 (77,9)                           | 25.3 (77,5)                           | 21.4 (70,5)                           | 16.5 (61,7)                           | 10.7 (51,3)                           | 7.2 (45)                              | 16,0 (60,8)                           |
| Minima medie °C (°F)                                                                   | 1.7 (35,1)                            | 1.8 (35,2)                            | 3.6 (38,5)                            | 5.5 (41,9)                            | 8.6 (47,5)                            | 11.6 (52,9)                           | 13.4 (56,1)                           | 13.6 (56,5)                           | 10.9 (51,6)                           | 8.6 (47,5)                            | 4.8 (40,6)                            | 2.3 (36,1)                            | 7,2 (45)                              |
| Minima istorică °C (°F)                                                                | −12.7 (9,1)                           | −12.3 (9,9)                           | −8.5 (16,7)                           | −3.2 (26,2)                           | −0.7 (30,7)                           | 3.3 (37,9)                            | 6.6 (43,9)                            | 5.8 (42,4)                            | 2.4 (36,3)                            | −3.5 (25,7)                           | −8.2 (17,2)                           | −10.1 (13,8)                          | −12,7 (9,1)                           |
| Precipitații mm (inches)                                                               | 48.5 (1.909)                          | 47.7 (1.878)                          | 48.4 (1.906)                          | 42.5 (1.673)                          | 62.1 (2.445)                          | 53.9 (2.122)                          | 51.5 (2.028)                          | 56.5 (2.224)                          | 40.9 (1.61)                           | 65.3 (2.571)                          | 57.0 (2.244)                          | 67.2 (2.646)                          | 641,5 (25,256)                        |
| Sursă: fr „FICHE CLIMATOLOGIQUE MAGNANVILLE (78)” (PDF). meteofrance.fr. Météo-France. |                                       |                                       |                                       |                                       |                                       |                                       |                                       |                                       |                                       |                                       |                                       |                                       |                                       |

### Transport

#### Rețeaua de drumuri
Comuna Mantes-la-Ville este deservită în principal de autostrada A13, care leagă Parisul de Caen, trecând prin Rouen.

#### Serviciul feroviar

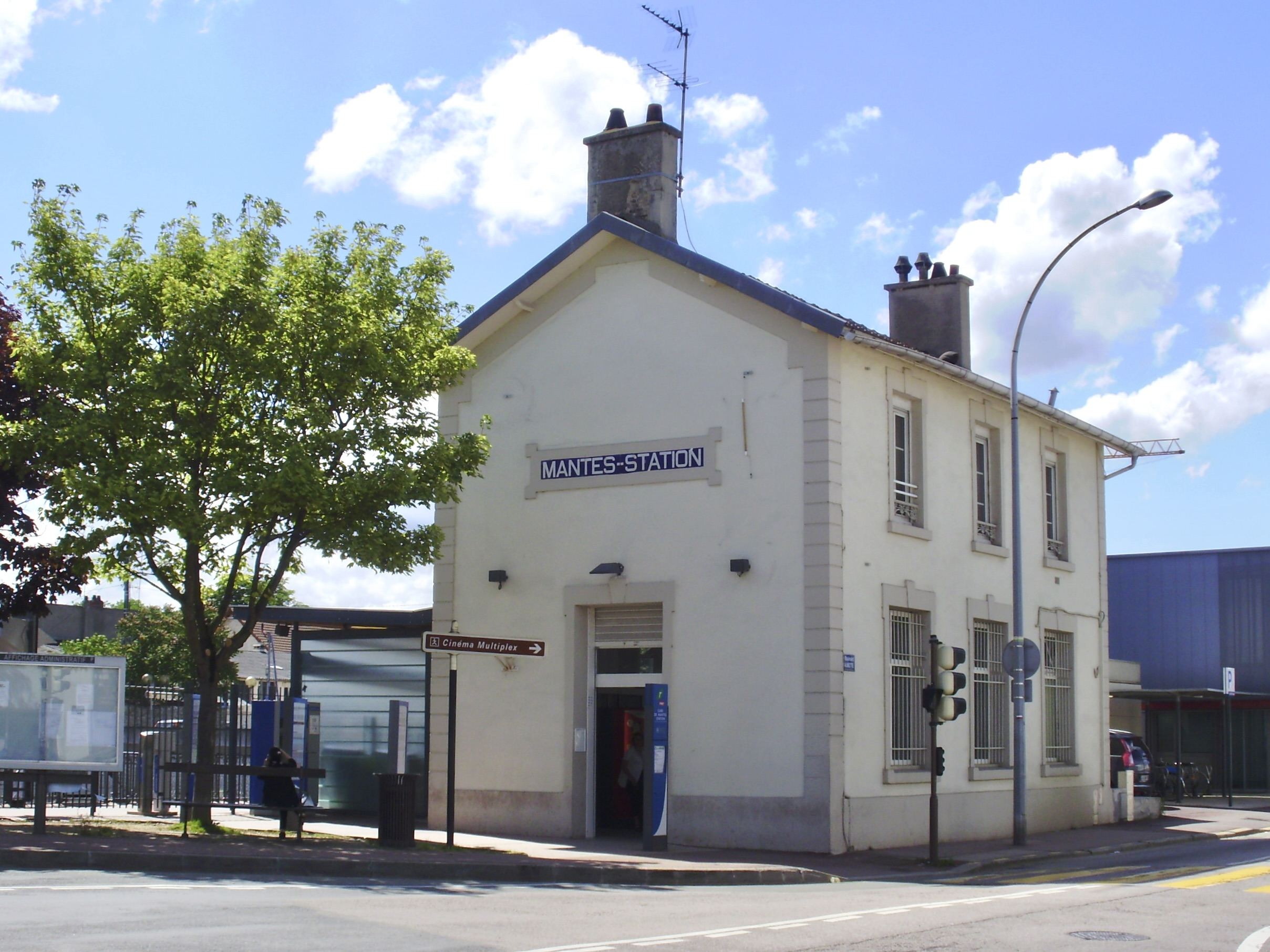
Gara Mantes-Station.

Gara Mantes-Station, deservită de linia J, oferă acces către Paris Saint-Lazare. Gara Mantes-la-Jolie, situată în apropiere, este deservită de TER Normandie și oferă un serviciu direct către Paris Saint-Lazare.
Dans cadrul proiectului Grand Paris, era planificat ca RER E (Eole) să ajungă la gara Mantes-la-Jolie și la gara Mantes-Station până în 2022. În iulie 2016, proiectul a anunțat o întârziere de doi ani.

#### Autobuze
Comuna este deservită de:
- Liniile de autobuz 78 și 501 ale rețelei Île-de-France Ouest;
- Linia de autobuz 60 a rețelei Centre și Sud Yvelines.

Mantes-la-Ville beneficiază de rețeaua de autobuze din Mantois, inclusiv Express A14, care deservește comuna și o leagă de comunele vecine, în special prin autobuzul I în direcția Magnanville, autobuzul K în direcția Limay, etc.

## Urbanism

### Tipologie
Magnanville este o comună urbană, deoarece face parte din comunele dense sau de densitate intermediară, conform grilei comunale de densitate a Insee. Ea aparține unității urbane Paris, o aglomerație inter-departamentală care regrupează 407 comune și 10.785.092 de locuitori în 2017, fiind astfel o comună din suburbii.
De asemenea, comuna face parte din zona metropolitană a Parisului, fiind o comună din zona secundară. Această zonă cuprinde 1.929 de comune.

## Toponimie
Numele localității este menționat sub formele Medunta în 1133 și Medonta villa.
Toate aceste forme par să provină dintr-un primitiv *Meduanta, pluralul lui *Meduantum.
Acest toponim provine dintr-un hidronim, așa cum este adesea cazul; de fapt, Medante fluminis (de la flumen „fluviu”) este menționat în secolul al X-lea. Semnificația posibilă ar susține această ipoteză deoarece *Meduanta s-ar baza pe cuvântul galic medu- „hidromel”, urmat de sufixul -anta. Numele râului Mayenne (Meduana) ar fi bazat pe același element. Medonta Villa înseamnă „Domeniul Mantes”.
Acest nume a evoluat ulterior și a suferit transformările fonetice din limba gallo-romană în franceză, cu dispariția regulată a consoanei intervocalice, rezultând Maante, iar apoi progresiv Mantes începând de la sfârșitul secolului al XVII-lea.
În a doua jumătate a secolului al XVIII-lea, ortografia Mantelaville începe să devină mai rară în favoarea lui Mante-la-Ville, care va deveni dominantă în secolul al XIX-lea. Foarte curând, va apărea un "s" pentru a ajunge la ortografia actuală Mantes-la-Ville.
Le Breuil, apoi Bois-Robert-et-Labrosse, sunt cătune anexe ale Mantes-la-Ville, până în anul 1775.

## Istorie

### Evul mediu din Mantes-la-Ville
"Medenta Villa" a fost inițial un sat rural locuit încă din secolul al V-lea, așa cum au arătat săpăturile arheologice. Tradițional, locuitorii din "Mantelaville" furnizau nu doar vecinii din "Mante", ci și Parisul și Normandia. Transportul se făcea pe Sena, cea mai rapidă rută de comunicație în acea perioadă. În perioada Vechilui Regim, Mantes era o stație pentru trăsuri pe ruta Caen-Paris.
Prin câmpurile sale, „Mantelaville” se deosebea de vecina sa, Mantes, care rămânea închisă între zidurile sale, până în punctul în care singura soluție pentru locuitorii din Mantes care doreau să cultive un petic de pământ era să închirieze o parcelă pe teritoriul Mantes-la-Ville. Această situație era obișnuită în perioada Vechilui Regim.
Resursa principală a comunei a fost mult timp vița de vie plantată în valea Vaucouleurs, precum și în cartierele Cordeliers, Martrais și Saint-Jacques, situate pe teritoriul Mantes-la-Ville până în secolul al XIX-lea. Viile din Mantes-la-Ville produceau soiul pinot, care a fost înlocuit de gamay din cauza condițiilor meteorologice nefavorabile, grindină și înghețuri, la sfârșitul secolului al XVIII-lea. Vinul alb tradițional din Mantes-la-Ville era consumat nu doar în Mantois, ci și la Paris, unde se găsea pe mesele regale, și în Normandia. În secolul al XIX-lea, un vin roșu din ce în ce mai limitat a înlocuit acest vin alb, fiind destinat consumului local. Scăderea calității vinului și concurența cidrului au dus la sfârșitul viticulturii. Agricultorii s-au orientat atunci spre legumicultură și creșterea animalelor.
Douăsprezece mori erau stabilite pe Vaucouleurs, unele dintre ele fiind încă în funcțiune la începutul secolului al XX-lea. Femeile aduceau un venit suplimentar familiilor lor, deoarece erau adesea doici pentru copiii parizieni care ajungeau cu ambarcațiunile circulând pe Sena.

### Mantes-la-Ville în secolul al XIX-lea
Sosirea căii ferate a fost determinantă pentru evoluția orașului. În 1843, linia Paris-Rouen a permis aducerea de bunuri, mărfuri și forță de muncă la Mantes-la-Ville. Industrializarea în curs de dezvoltare avea nevoie de această forță de muncă. În plus, linia Paris-Rouen oferea oportunități economice remarcabile. Mai multe industrii s-au implantat în apropierea gărilor. Compania Industrială de Material de Transport (CIMT), originară din Saintes, s-a stabilit în 1929, iar fabrica Le Blan-Gringoire în 1920. De asemenea, au început să se dezvolte industrii legate de fabricarea instrumentelor. Ca o consecință directă, dezvoltarea locuințelor s-a concentrat în jurul drumului de Houdan și a bulevardului Jean Jaurès, care duc la gări.

### Mantes-la-Ville în secolul al XX-lea

#### Înainte de 1940
Industriile chimice s-au dezvoltat la Mantes-la-Ville. Un exemplu sunt vopselurile Minsen (care au devenit ulterior Herberts, apoi DuPont Performance Coatings). Dar fabrica de celofan, specializată în fabricarea peliculelor celulozice, a devenit unul dintre simbolurile industriei din Mantes-la-Ville. Această fabrică a fost construită în 1926, pe malul Senei, lângă ferma Chantereine. Producția a început efectiv în 1929, dar s-a oprit pe 6 iunie 1940 din cauza invaziei germane. A fost grav avariată de bombardamentele aliate în 1944, dar și-a reluat expansiunea până în 1976. Cel de-al doilea șoc petrolier și apariția materialelor concurente au precipitat sfârșitul ei.

#### Al Doilea Război Mondial
În timpul celui de-al Doilea Război Mondial, Mantes-la-Ville a fost ocupată de armata germană și a plătit un tribut greu războiului. Datorită poziției sale strategice, orașul a fost bombardat în repetate rânduri. Astfel, podurile numite d'Argenteuil, care permiteau traversarea celor două brațe ale Senei, precum și podul des Cinq-Arches au fost ținta bombardamentelor repetate. CIMT a fost, de asemenea, distrusă sub bombardamente. O stație-magazin militară, un teren de aviație și un post de apărare antiaeriană au fost instalate în apropierea orașului. Fiind un nod al multiplelor rute și un centru important de comunicații, Mantes-la-Ville a suferit în jur de patruzeci de bombardamente în timpul războiului.
Pe 3 și 8 iunie 1940, Mantes-la-Ville a suferit primele bombardamente, care au cauzat moartea a 38 de persoane, dintre care 28 erau militari. Centrul orașului a fost, de asemenea, bombardat, deși nu reprezenta un obiectiv militar. În urma deciziei comandamentului francez de a distruge podurile pentru a încetini înaintarea germanilor, a început exodul locuitorilor din Mantes-la-Ville.
Castelul de la Vallée, vândut de familia Brochant de Villiers familiei Le Blan în 1921, a devenit sediul Organizației Todt. Castelul de la Vallée a fost bombardat pe 3 august 1944; nu a fost niciodată reconstruit.
La 20 aprilie 1944, noi bombardamente aliate încep. Duminica, 7 mai 1944, a avut loc bombardamentul numit „bombardamentul de la Gassicourt” din cauza distrugerilor pe care le-a provocat în cartierul Gassicourt. Acest bombardament a afectat aproape întregul oraș și a provocat 40 de morți. A doua zi, în timp ce mulți locuitori din Mantes se adunau în colegiala din Mantes-la-Jolie pentru slujba de înmormântare, s-a semnalat un bombardament: acesta a vizat podurile. Violenta exploziilor a provocat spargerea vitraliilor. Marți, 30 mai 1944, în timp ce se pregătea debarcarea, a început un bombardament care viza podul Cinq-Arches. Cu toate că obiectivul a fost atins și podul a fost distrus în primul val de bombardamente, ul al doilea val de bombardamente s-a abătut asupra centrului orașului, provocând daune imense, în special în jurul primăriei. O bombă a secționat turnul bisericii și a căzut fără să explodeze. Închisoarea, care găzduia mulți deținuți de drept comun vinovați de infracțiuni minore, a fost afectată în mod deosebit, provocând moartea a peste 200 de persoane. Bombardamentele s-au oprit pe 13 august 1944. Militarii americani au intrat în oraș sâmbătă, 19 august 1944, prin bulevardul Aristide Briand. Pe 22 august, aproximativ 15 avioane germane au mai mitraliat anumite străzi din Mantes-la-Ville fără rezultat.

#### După război
Treptat, suprafețele agricole dispar pentru a face loc locuințelor. În anii 1950, sunt finalizate cartierele Orgemonts, Bâtes și Barbiettes. În anii 1960, este rândul cartierelor Brouets, Merisiers și Plaisances să fie construite. Village și Domaine de la Vallée sunt construite în anii 1970 și 1980.
În 1962, primul supermagazin Promodès a fost deschis la Mantes-la-Ville.

## Populația și societatea

### Date demografice

#### Evoluția demografică
Evoluția numărului de locuitori este cunoscută prin intermediul recensămintelor populației efectuate în comună începând din 1793. Pentru comunele cu peste 10.000 de locuitori, recensămintele au loc în fiecare an, în urma unei anchete prin sondaj realizată asupra unui eșantion de adrese reprezentând 8 % din locuințele lor, spre deosebire de alte comune care au un recensământ real la fiecare cinci ani.
În 2021, comuna număra 21376 locuitori, în creștere cu 8,08 față de 2015 (Yvelines: +2,04%, Franța fără Mayotte: +1,84%).
| An        | 1793 | 1821 | 1841 | 1856 | 1872 | 1886 | 1901 | 1921 | 1936 | 1962  | 1982  | 2006  | 2011  | 2016  | 2021  |
| --------- | ---- | ---- | ---- | ---- | ---- | ---- | ---- | ---- | ---- | ----- | ----- | ----- | ----- | ----- | ----- |
| Populație | 811  | 788  | 938  | 748  | 932  | 1211 | 1859 | 2720 | 6011 | 10319 | 17360 | 18506 | 19839 | 19825 | 21376 |

#### Piramida vârstei
Populația comunei este relativ tânără. În 2018, procentul persoanelor cu vârsta sub 30 de ani era de 42,7 %, deci peste media departamentală (38,0 %). În schimb, procentul persoanelor cu vârsta peste 60 de ani era de 19,5 % în același an, în timp ce la nivel departamental era de 21,7 %.
În 2018, comuna număra 10.008 bărbați și 10.491 femei, adică un procent de 51,18 % femei, ușor inferior procentului departamental (51,32 %).

## Cultura și patrimoniul local

### Locuri si monumente

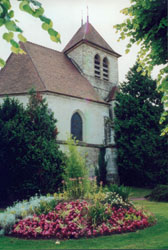
Biserica Saint-Étienne.

- Biserica Saint-Étienne:

Parohia Saint-Étienne ar fi fost fondată în 974 de o contesă din Houdan, dar cele mai vechi texte care menționează existența bisericii Saint-Étienne din Mantes-la-Ville datează din 1238.
Din biserica inițială din secolul al XII-lea nu mai supraviețuiesc decât nava și câteva elemente ale absidei. Biserica medievală a fost remodelată și extinsă în secolul al XVI-lea, ajungând aproape la forma actuală.
Concepția bisericii Saint-Étienne, fie că este vorba de arhitectură sau de materialele utilizate, este tipică epocii și regiunii: de exemplu, bolta de lemn, o boltă în leagăn de stil romanic. Arcul și intersecția nervurilor corului atestă începuturile goticului în regiune. În ceea ce privește vitraliile, realizate de J. Gaudin și P. Potet, acestea sunt complet contemporane perioadei imediat postbelice: din 1948, ele difuzează o claritate colorată în biserică.
În cursul secolelor al XIX-lea și al XX-lea, biserica a suferit mai multe restaurări mai mult sau mai puțin punctuale. O mare campanie de restaurare a avut loc între 1968 și 1981, având ca obiectiv readucerea bisericii Saint-Étienne la starea sa inițială din secolul al XVI-lea.
Toate adăugirile din secolele al XVII-lea, al XVIII-lea și al XIX-lea au fost eliminate. În special, pridvorul care preceda biserica și care era în ruină a fost demolat, la fel ca și tribuna care, în interiorul bisericii, domina nava. De asemenea, nava și transeptul au fost reamenajate într-un spirit de autenticitate.
Biserica Saint-Étienne este decanul de vârstă al patrimoniului din Mantes-la-Ville.
- Fosta uzină Le Blan - Gringoire:

În 1920, compania Le Blan, filatură de bumbac instalată în comună din 1916, a construit această uzină prin intermediul arhitecților Fourre și Rhodes între strada de Dammartin (azi strada Camélinat) și strada Neffetières (actuala strada Louise-Michel). În 1939, compania angaja 504 persoane. Clădirea a rezistat bine bombardamentelor din timpul celui de-al Doilea Război Mondial, iar în 1944, aliații au instalat trei baterii de artilerie care au tras neîntrerupt timp de două zile. În 1947, 590 de angajați prelucrau zece tone de bumbac pe zi. În 1959, numărul angajaților a scăzut la 300, iar filatura s-a închis în 1961.
În septembrie același an, compania Gringoire preia uzina și angajații pentru a fabrica pesmet. Compania închide uzina în 1974, care este apoi împărțită între AVIAC, Sagem și un centru de formare pentru ucenici, precum și diverse alte companii.
În 2009, municipalitatea a răscumpărat uzina pentru a o salva de un proiect imobiliar care prevedea demolarea acesteia și reabilitarea în casă pentru asociații. Totuși, după două studii care au evaluat supracostul reabilitării la două milioane de euro, municipalitatea a lansat un apel de oferte incluzând construirea unei case pentru asociații și demolarea uzinei. Un colectiv de locuitori din Mantes-la-Ville s-a constituit pentru a încerca să salveze clădirea.

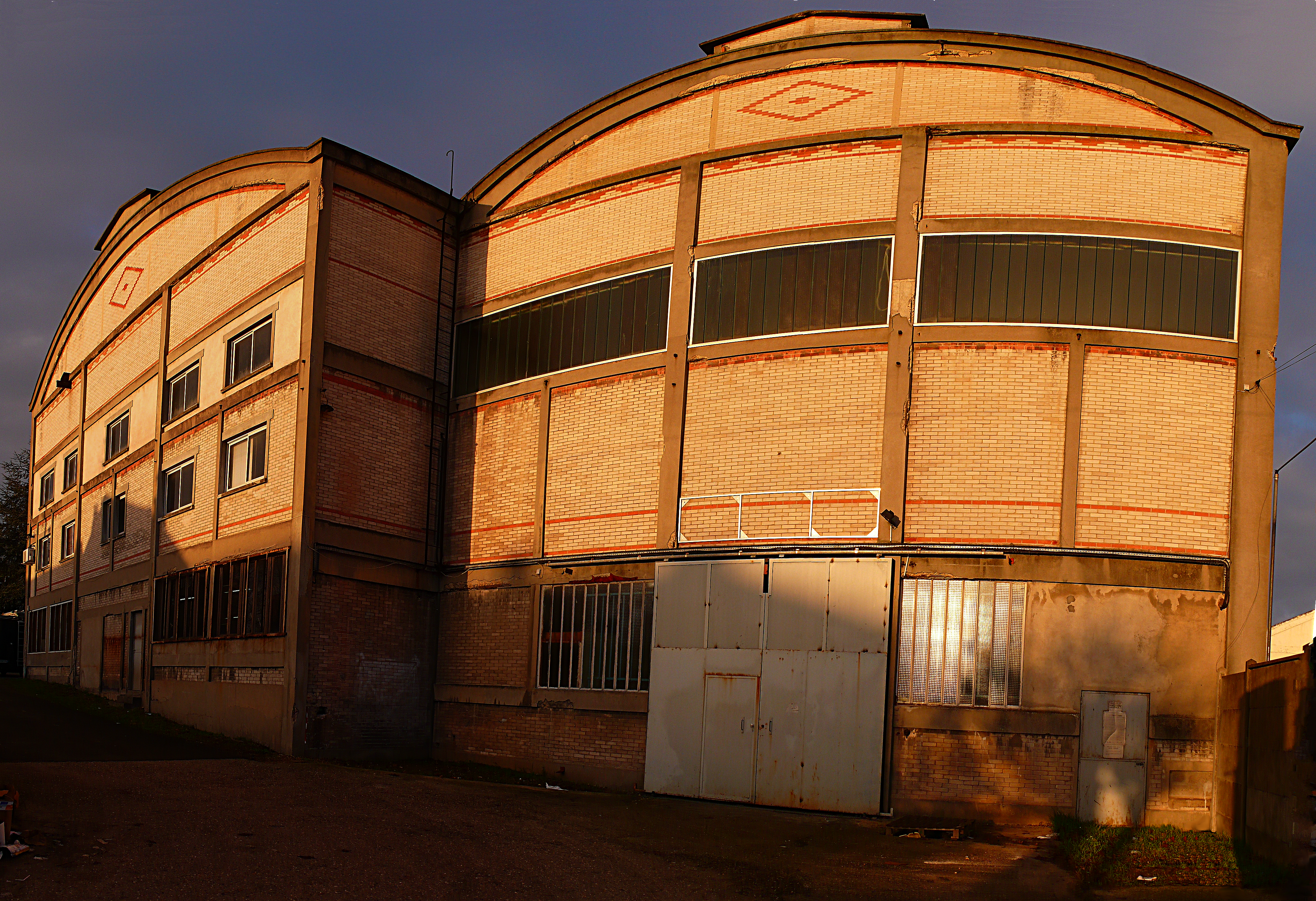
Fabrica Le Blan - Gringoire.

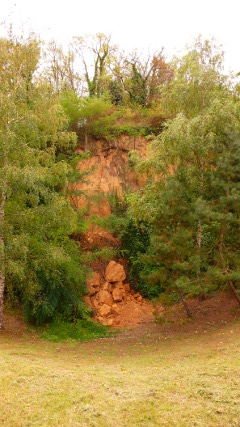
Cariera Orgemonts.

- Cariera des Orgemonts:

La sud-vest de Mantes-la-Ville, la extremitatea nord-estică a platoului Soindres, cariera este accesibilă la jumătatea pantei de pe strada Orgemonts. Aceasta prezintă o faleză cu înălțimea de zece până la paisprezece metri, constituită din straturi geologice formate în timpul erei cuaternare, în principal prin depunerea de loess (particule fine calcaroase și silicioase) transportate de vânt în perioadele reci. Între aceste straturi se intercalează paleosoluri mai fine formate în perioade mai temperate. Depozite similare se găsesc la Rosny, Rolleboise și Jouy Mauvoisin.
În carieră au fost găsite silexuri cioplite în 1898, dar încă din 1869, situl a atras atenția geologilor care l-au studiat în mai multe rânduri:
- 1869 : E. Belgrand.
- 1898 : A. Laville.
- 1950 : F. Bordes.
- 1964 : M. Ters.
- 1983 : H. Vazard.

Cărămidăria Cauzard-Blanchard, înființată la Mantes-la-Ville în 1860, a început exploatarea carierei în 1863, înainte de a lua numele de Tuilerie des Cordeliers în 1868. Compania a fost preluată între cele două războaie mondiale de D. Ramazzina, care a trebuit să reducă producția din cauza lipsei de cărbune în perioada 1939-1940. Exploatarea s-a oprit pe 19 iulie 1944, odată cu distrugerea casei directorului în timpul unui bombardament aliat, iar cuptoarele au fost demolate în 1946. Comuna Mantes-la-Ville a achiziționat vechile cariere în 1985 de la societatea Rhône-Poulenc, care devenise proprietara acestora.

### Personalități
- Alain Barrière - Autor-compozitor și interpret care a locuit la Mantes-la-Ville într-o moară vizibilă în jocul „cel mai frumos și cel mai urât”, având ca temă „Zece case de vedete”, difuzat pe 12 martie 1972. De asemenea, a fost conducător și animator al Clubului Athletic de Mantes-la-Ville (C.A.M.V.), pentru care a compus „Chanson du C.A.M.V.” în 1971.
- Ferland Mendy - Fotbalist internațional. A jucat la clubul FC Mantois și în prezent este fundaș stânga la Real Madrid.

### Heraldică
|  | Mantes-la-Ville - Pe un scut de culoare albastră, o coroană dințată de argint, umplută de roșu, flancată și încrucișând două roți dințate de asemenea din argint, fiecare surmontată de o floare de crin de aur, iar în mijloc o liră de aur, coardele negre, situată în interiorul coroanei dințate și ieșind din partea superioară a acesteia. În partea de jos a scutului, un câmp ondulat de argint încărcat cu un știucă de culoare albastră. |

Blazonul orașului Mantes-la-Ville a fost realizat doar în 1961. Coroana dințată evocă industriile mecanice; lira amintește că Mantes-la-Ville a fost și rămâne un centru de producție de instrumente muzicale; cele două flori de crin amintesc de blazonul Île-de-France. În partea de jos, câmpia ondulată încărcată cu un știucă simbolizează Sena și locurile sale de pescuit și amintește unul dintre elementele preluate din blazonul familiei Brochant de Villiers, care a deținut pământurile Mantes-la-Ville de la 1656 până la Revoluție. Ciotul de viță și snopii de grâu amintesc de originea rurală a Mantes-la-Ville.
Deviza „Urbs Artis Musicae” completează sensul liricii din stemă.

## Înfrățiri
- Germania – Neunkirchen
- Regatul Unit – Chigwell